# Hydraulická vodivost
Hydraulická vodivost K (zastaralý termín: filtrační koeficient) je koeficient vyskytující se v Darcyho rovnici. Má rozměr rychlosti [m/s]. Používá se především v hydrogeologii k vyjádření schopnosti prostředí vést vodu. Závisí na vlastnostech porézního prostředí, jako je zrnitost, tvar zrn a pórů, pórovitost nebo měrný povrch, na vlastnostech proudící kapaliny - její hustotě a viskozitě - a na tíhovém zrychlení.